# 제이슨 케니

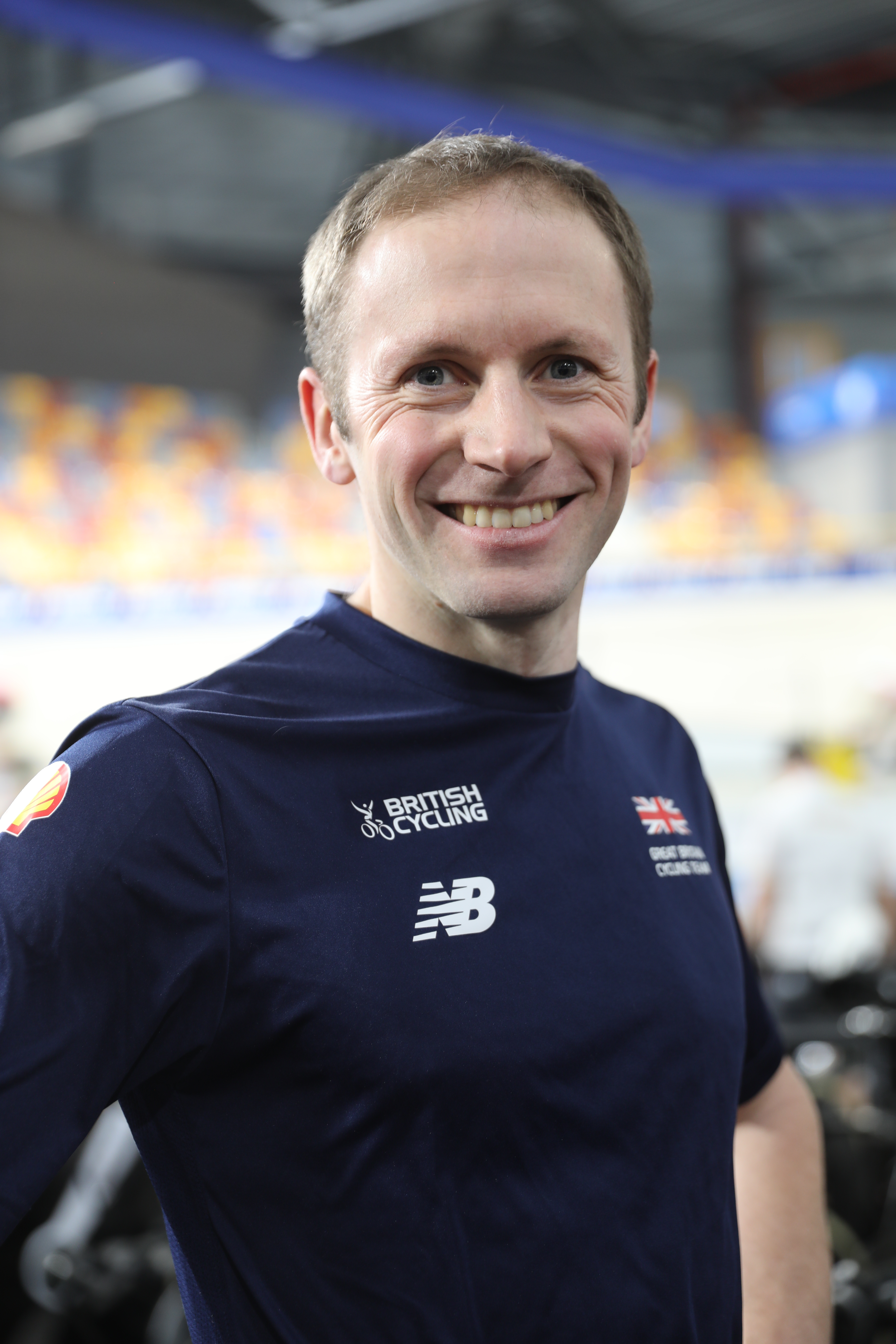
2024년의 케니

제이슨 케니(Jason Kenny, 본명: Sir Jason Francis Kenny, CBE, 1988년 3월 23일 ~ )는 전 잉글랜드인 트랙 사이클링 선수로 개인 및 팀 스프린트를 전문으로 한다. 케니는 영국 선수 중 가장 많은 올림픽 금메달(7개)과 메달(9개)을 보유하고 있다. 케니는 7개의 올림픽 금메달을 획득하여 1896년 이후 하계 올림픽에서 획득한 금메달을 기준으로 공동 15위에 올랐다. 그는 사이클 선수로서 대부분의 올림픽 금메달과 올림픽 메달 모두에 대한 기록을 보유한 단일 보유자이다.
7개의 금메달과 2개의 은메달을 획득한 케니는 올림픽 역사상 가장 성공적인 영국 올림픽 선수이자, 가장 성공적인 영국 사이클 선수이자, 가장 성공적인 사이클 선수이다. 그의 아내 로라 케니(Laura Kenny)는 여성 부문에서도 동일한 기록(금 5개, 은 1개)을 보유하고 있으며, 두 사람 모두 최소 1개의 금메달(금 12개, 은 3개)을 획득한 하계 올림픽 역사상 가장 성공적인 부부이다.
2006년 세계 및 유럽 주니어 타이틀을 획득하고 2007년 23세 이하 유럽 선수권 대회에서 메달을 획득한 후, 케니는 2008년 베이징 하계 올림픽에 영국 대표로 출전하도록 선발되었다. 크리스 호이와 제이미 스태프와 함께 그는 팀 스프린트에서 금메달을 획득하여 예선 라운드에서 세계 기록을 경신했다. 그는 개인 스프린트 결승전에서 호이에 뒤처져 은메달을 획득했다.
2012년 1월, 그는 그레고리 보제(Grégory Baugé)의 결과가 약물 테스트 누락으로 인해 12개월간 출전 정지 처분을 받은 후 무효화되고 국제 사이클 연맹(UCI)이 케니를 금메달로 승격시키면서 첫 번째 세계 선수권 타이틀을 획득했다. 2012년 런던 하계 올림픽에서는 단체 스프린트와 개인 스프린트 모두에서 결승에서 보제를 꺾고 금메달을 획득했다. 2016년 하계 올림픽에서 케니는 팀 스프린트와 개인 스프린트에서 다시 우승했고, 케이린에서도 우승했다. 2020년 하계 올림픽에서 그는 다시 경륜에서 우승했다.